# René Quentier
René Quentier (20 juin 1903 à Chambly - 18 novembre 1976 à Paris) est un footballeur français des années 1920. Il évolue au poste de milieu de terrain. À la fin de sa carrière sportive, il est notaire puis député de l'Oise.

## Carrière sportive
Il joue pendant sa carrière au Cercle athlétique de Paris, club avec lequel il devient finaliste de la Coupe de France 1928 en perdant la finale 3-1 contre le Red Star.

## Carrière politique
Notaire de Chambly de 1930 à 1960, René Quentier a été commandant pilote de chasse en 1940, puis fait de la résistance et dirigé l'OCM de la région. Il rejoint ensuite l'organisation du général de Gaulle, France libre en août 1943.
Gaulliste, il est député de l'Oise de la quatrième circonscription et maire de Chambly, 18 ans sans discontinuité de 1958 à sa mort en 1976,.